# ジョヴァンニ・スキアパレッリ
ジョヴァンニ・ヴィルジニオ・スキアパレッリ（Giovanni Virginio Schiaparelli, 1835年3月14日 - 1910年7月4日）は、火星の研究で有名なイタリアの天文学者。上院議員でもあった。「スキアパレッリ」は「スキャパレリ」とも表記する。ファッションデザイナーのエルザ・スキアパレッリは姪にあたる。

## 業績
ミラノ天文台長であり、1877年の火星の大接近を口径22cmの屈折望遠鏡で観測し、火星の表面全体に線状の模様を発見した。その後の1879年、1881年の観測結果と合わせ発表、イタリア語でcanali（溝、水路）と呼んだ。しかしこれが英語のcanals（運河）と翻訳されたことで、canalsは人工的な地形だという説が生まれることになった。また、スキアパレッリは火星の主な地形を大陸や海に見立てて命名した。

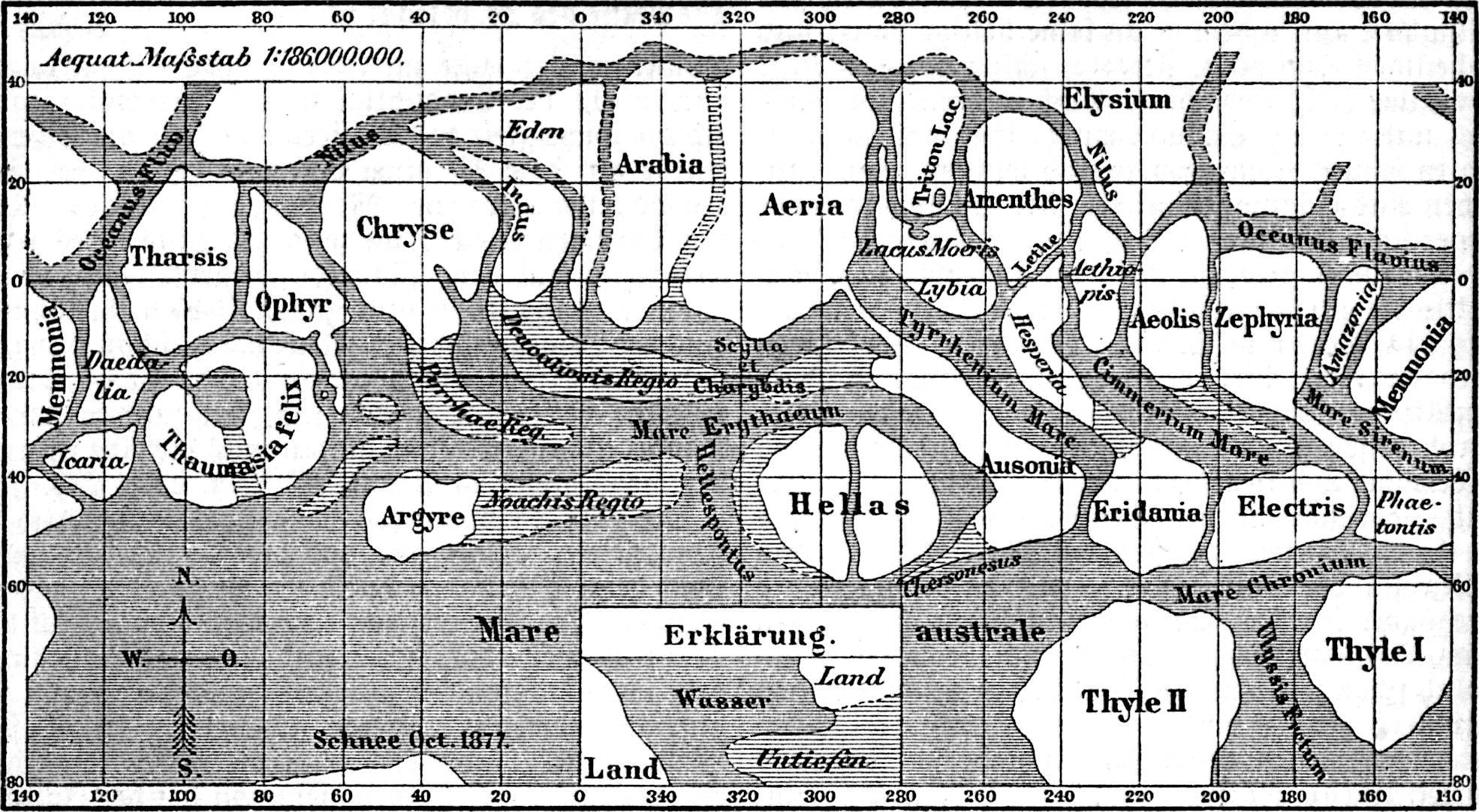
スキアパレッリが作成した火星の地図（1890年）

火星以外の太陽系の天体も観測しており、1861年には小惑星 (69) ヘスペリア（直径138.1km）を発見した。また、1864年 - 1866年の観測により、しし座流星群の母天体がテンペル・タットル彗星であり、ペルセウス座流星群の母天体がスウィフト・タットル彗星であることも明らかにした。

## 受賞歴
- 1872年－イギリス王立天文学会ゴールドメダル
- 1876年－コテニウス・メダル
- 1902年－ブルース・メダル

## エポニム
- 小惑星：(4062) スキアパレッリ[2]
- 月のクレーター：スキアパレッリ
- 火星のクレーター：スキアパレッリ